# Blätter für Sukkulentenkunde
Blätter für Sukkulentenkunde (abreviado Blatt. Sukkulentenk.) fue una revista ilustrada con descripciones botánicas que fue editada en Alemania. Se publicó en el año 1949, con el nombre de Blatter fur Sukkulentenkunde. Volksdorf.